# Liar (canción de Queen)
«Liar» (Español "Mentiroso") es una canción por la banda británica Queen. Fue escrita por el vocalista Freddie Mercury en 1970, y su título original era «Lover». La canción está presente en el álbum debut de la banda, Queen. Una versión editada de «Liar» fue publicada como sencillo – junto con «Doing All Right» – en los Estados Unidos y Nueva Zelanda por Elektra Records el 14 de febrero de 1974.

## Composición
La canción hace un uso prominente del efecto flanger, especialmente en la batería y los cencerros. Esta es, también, la canción más larga del álbum, con una duración de 6 minutos y 23 segundos.
Se trata de la sexta canción más larga de la historia de Queen solo superada por la canción instrumental Untitled (22:32), The Prophet's Song (8:21), The March of the Black Queen (6:33), Innuendo (6:31) e It's Late (6:27).
Como se menciona en la transcripción de las partituras de EMI Music Publishing, Off the Record, esta es una de las pocas canciones en presentar un órgano Hammond.

## Video musical
En 1973, Queen filmó un video promocional para «Liar» en los estudios St John's Woods. El video musical presenta a la banda interpretando la canción en un escenario de sonido.

## En vivo
Debido al gran éxito que tuvo y su gran recibimiento por el público, fue interpretada durante la mayor parte de las giras de Queen desde 1973 siendo tocada en su totalidad, hasta sus últimas apariciones prácticamente en la última gira de Queen Magic Tour, aunque en este punto solo era tocada la intro de la canción omitiendo el solo de guitarra y bajo debido a que durante esta gira Queen utilizó en varias de sus presentaciones un medley de las canciones Seven Seas of Rhye, Liar y Tear It Up.
Entre las versiones grabadas en vivo se destacan:
- Una versión grabada en el Rainbow Theatre el 31 de marzo de 1974 durante la gira de Queen II fue publicado en Live at the Rainbow '74.
- Una versión grabada en el Rainbow Theatre el 20 de noviembre de 1974 durante la gira de Sheer Heart Attack fue publicado en Live at the Rainbow '74.[5]
- Una presentación grabada en el Hammersmith Odeon en Londres, durante la gira de A Night at the Opera el 25 de diciembre de 1975 fue publicado en el álbum de 2015, A Night at the Odeon – Hammersmith 1975.[6]

## Otros lanzamientos
- La canción fue publicado como sencillo junto con «Doing All Right» como lado B el 14 de febrero de 1974.[2]
- La canción ha aparecido en numerosos álbumes compilatorios de Queen:
  - At the Beeb (1989)
  - Box of Tricks (1992)
  - On Air (2016)
  - The Studio Collection (2015)

## Lista de canciones
Todas las canciones escritas por Brian May y Tim Staffell, excepto donde está anotado.
1. «Liar» (Freddie Mercury) – 3:03
2. «Doing All Right» – 4:09

## Créditos
Créditos adaptados desde las notas del álbum.
- Freddie Mercury – voz principal y coros, órgano Hammond
- Brian May – guitarra acústica y eléctrica, coros
- Roger Taylor – batería, percusión, pandereta, cencerro, coros
- John Deacon – bajo eléctrico, coros